# کیمبال آلن
کیمبال آلن (انگلیسی: Kimball Allen; زادهٔ ۲۲ فوریهٔ ۱۹۸۲) نویسنده، بازیگر و روزنامه‌نگار اهل ایالات متحده است.
وی همچنین برندهٔ جوایزی همچون پیشاهنگی عقاب (پسران پیشاهنگ آمریکا) شده است.